# GREGOR

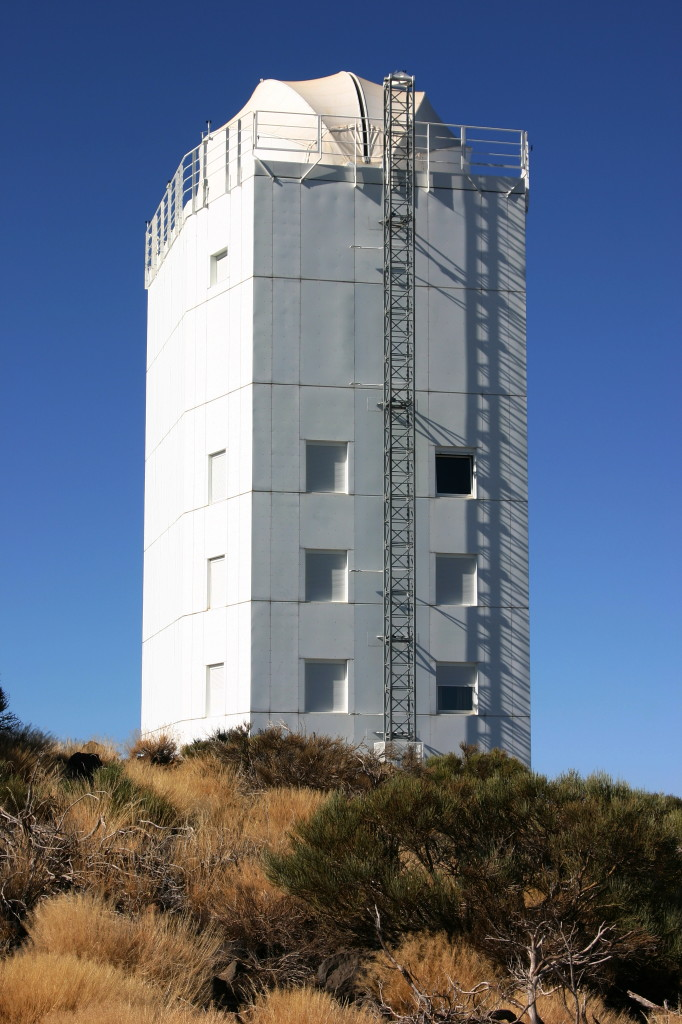
GREGOR-Teleskopgebäude auf dem Teide

GREGOR ist ein Sonnenteleskop auf dem Berg Izaña auf der Insel Teneriffa, das vom Observatorio del Teide in 2400 m Höhe betrieben wird.
Es wird hauptsächlich zur Untersuchung kleiner Strukturen auf der Sonne eingesetzt, wobei es durch seine adaptive Optik eine Auflösung von ca. 0,1 Bogensekunde erreicht, so dass Objekte ab etwa 70 km Durchmesser auf der Sonne erkannt werden können.
Die Erforschung dieser kleinen Strukturen ist wichtig, um die grundlegenden Prozesse der Wechselwirkung von Magnetfeldern mit den Plasma-Turbulenzen auf die Sonne zu verstehen. Entwicklung und Einsatz des GREGOR-Teleskops werden vom Kiepenheuer-Institut für Sonnenphysik geleitet. Weitere Projektpartner sind:
- Leibniz-Institut für Astrophysik Potsdam (AIP),
- Max-Planck-Institut für Sonnensystemforschung in Göttingen,
- Institut für Astrophysik in Göttingen,
- Instituto de Astrofísica de Canarias und
- Astronomisches Institut der Akademie der Wissenschaften der Tschechischen Republik.

Das Teleskop ist eine neue Bauart des Gregory-Teleskoptyps (konzipiert 1670 von  James Gregory; daher der Name) mit drei Spiegeln und einer effektiven Brennweite von 55,6 m. Der Hauptspiegel (1,5 Meter Durchmesser) wurde von der Schott AG aus dem Nullausdehnungs-Material Zerodur gegossen und wird im Teleskop zusätzlich aktiv gekühlt. Die beiden anderen Spiegel sind aus Cesic, einem Siliciumcarbid. Die Teleskopstruktur ist vollständig offen und befindet sich unter einer abklappbaren, aus zwei Halbschalen bestehenden Kuppel, wodurch Luftturbulenzen im Strahlengang (internal seeing) vermieden werden sollen.
Das Instrument ersetzt das alte 45-Zentimeter-Gregory-Coudé-Teleskop und ist von mit seinen Leistungsdaten her eines der drei stärksten Instrumente zur Sonnenbeobachtung weltweit und das leistungsfähigste in Europa.
Außer für die Sonnenbeobachtung soll es auch als Nachtteleskop eingesetzt werden können.
First light war am 12. März 2009, die offizielle Inbetriebnahme erfolgte am 21. Mai 2012.